# 龙骧将军
龙骧将军，两晋南北朝的将军称号。
晋武帝伐孙吴，因为吴国童谣“阿童復阿童，銜刀浮渡江。不畏岸上兽，但畏水中龙”，拜益州刺史王濬（小字阿童）为龙骧将军，派他造船备战。龙骧将军的称号从此时开始。南北朝沿用，地位高下不一，北魏、北齐都是第三品，南朝梁有将军名号二百四十位以上，龙骧将军在次位一百七十以后，隋朝废除。